# Roberto del Cueto Legaspi
Roberto del Cueto Legaspi (Ciudad de México, 26 de septiembre de 1950-3 de enero de 2024) fue un abogado, financiero, profesor y funcionario mexicano. Se desempeñó como director general del Banco Nacional de México (1996-1997), presidente de la Comisión Nacional Bancaria y de Valores (2006-2007) y subgobernador del Banco de México (2007-2018).

## Trayectoria
Estudió la Licenciatura en Derecho en la Escuela Libre de Derecho (1969-1974). Inició su carrera en el Banco de México (Banxico) como abogado en la Gerencia Jurídica y la Subdirección General y se desempeñó como director de Disposiciones de Banca Central (1984-1990) y director general adjunto de Banxico (1990-1994).
En 1994, se incorpora al Banco Nacional de México (Banamex) como director general adjunto y, en 1996, es nombrado director general de Banamex. Entre 1999 y 2006, se desempeñó como consejero del Grupo Financiero Scotiabank Inverlat y presidente de sus comités de riesgos y auditoría.
En el ámbito académico, fue profesor de la Escuela Libre de Derecho y el Instituto Tecnológico Autónomo de México, donde dirigió el Centro de Estudio de Derecho Privado y el Departamento Académico de Derecho.
En diciembre de 2006, fue designado Presidente de la Comisión Nacional Bancaria y de Valores, cargo que ocupó hasta julio de 2007.

### Subgobernador del Banco de México
El 4 de julio de 2007, la Comisión Permanente del Congreso de la Unión aprobó su nombramiento como subgobernador del Banco de México, luego del rechazo de la propuesta del presidente Calderón para nombrar a Carlos Hurtado para ocupar la vacante. En 2014, fue propuesto por el presidente Enrique Peña Nieto para un ocupar un segundo periodo, que inició el 1 de enero de 2015.
En noviembre de 2018, Del Cueto anunció su renuncia al cargo por motivos de salud.